# Пам'ятник князю Малу

Пам'ятник князю Малу в Коростені

Пам'ятник князю Малу — пам'ятник ватажку могутнього союзу племен древлян Малу в місті Коростені (історична Іскоростень — головне древлянське місто) на Житомирщині, найвеличніша коростенська міська скульптура, символ міста.

## Загальні дані
Пам'ятник князю встановлено в східній частині міста на правому березі річки Уж на вершечку скелі над урвищем. Відтак, скульптура нависає над річкою і містом на висоті 30 метрів. Скульптурно-архітектурний комплекс розташований у Парку "Древлянський" паралельно головній магістралі міста — вулиці М. Грушевського. Цікаво, що пам'ятник установлено в домінуючій позиції над розташованою в півтора десятка метрів нижче біля купальні скульптурою Рівноапостольної Княгині Ольги.
Пам'ятник князеві Малу споруджений у 2005 році, і був відкритий 11 вересня 2005 року в день святкування 1300-річчя міста.
Автори пам'ятника — скульптор І. С. Зарічний і архітектор С. Тумаш.
Пам'ятник збудовано за благодійні кошти сім'ї Тищенків.

## Опис
Пам'ятник князю Малу в сучасному Коростені став зосередженням історичних міфів, шаною давній історії і навіть подражником місцевого патріотизму.
Пам'ятник являє собою доволі велику (7,5 м заввишки) скульптуру князя Мала, встановлену на високому півкруглому постаменті з декоративного каміння.
Авторові безперечно вдалося передати у фігурі князя Мала суворий і нескорений образ древлянського князя, що втілює в собі найкращі риси захисників рідної землі. Цікаві деталі — облямовані позолотою шолом князя, візерунки на князівських нарукавниках і взутті. 

## Галерея

Пам'ятник князю Малу (ракурс)
Фрагмент пам'ятника — фігура князя Мала
Фрагмент пам'ятника — голова князя Мала
Анотаційна дошка на постаменті пам'ятника

## Джерело
- Коростень. Туристичний інформатор., Коростень: «Тріада С», 2009 (?), стор. 9, 22